# Academia de Diseño de Eindhoven
Design Academy Eindhoven (DAE), en español Academia de Diseño de Eindhoven, es un instituto superior interdisciplinar de arte, arquitectura y diseño ubicado en la ciudad de Eindhoven, Países Bajos.

## Historia

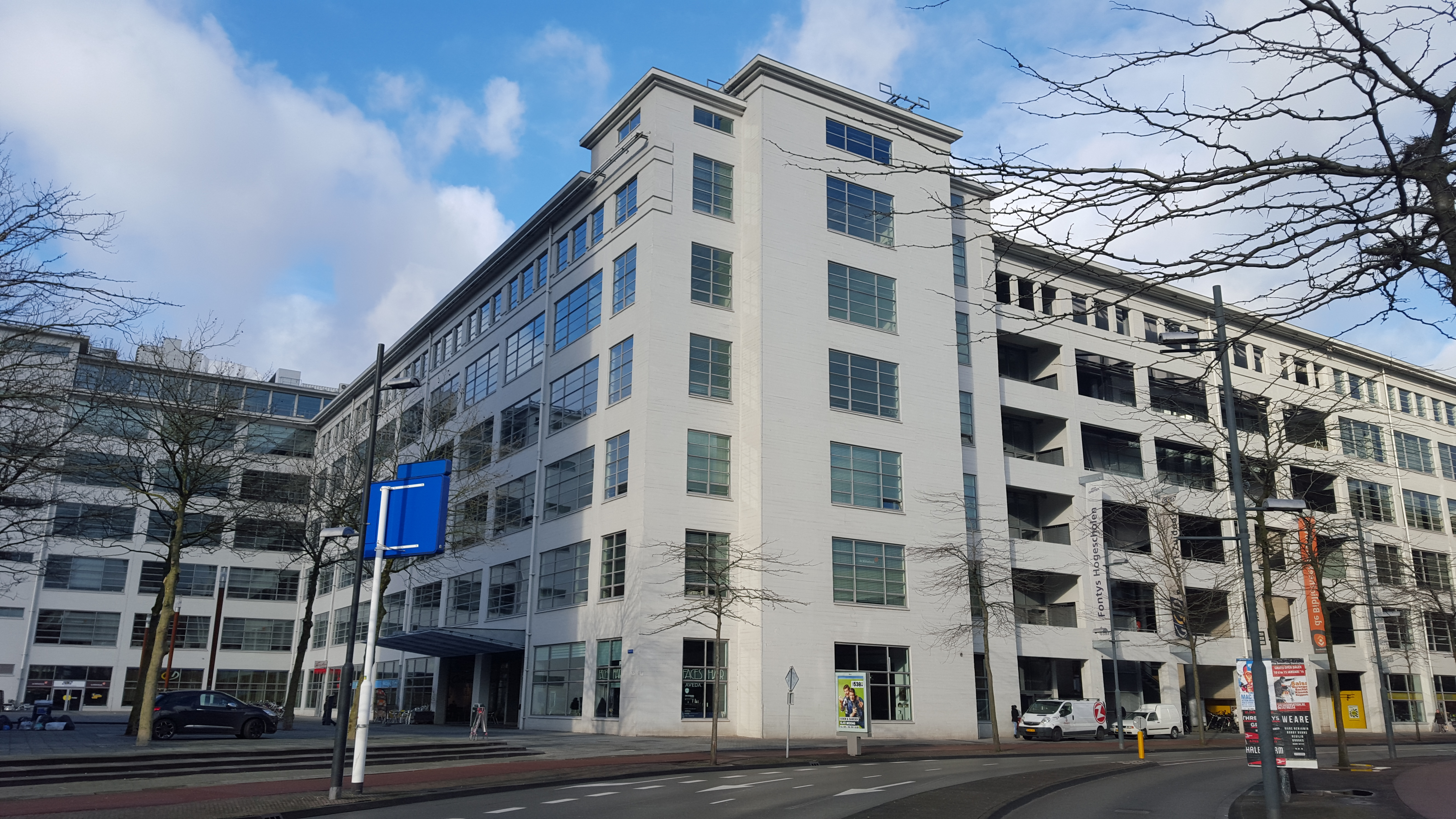
Edificio Witte Dame en Eindhoven.

La Academia de Diseño de Eindhoven se fundó en 1947 y originalmente se llamó Academie voor Industriële Vormgeving (AIVE). Los primeros nueve estudiantes se graduaron en 1955. En 1997, la academia se trasladó a una nueva sede denominada Witte Dame y cambió su nombre por el de Design Academy Eindhoven (DAE).
En 1999, Li Edelkoort fue elegida presidenta de la Academia. Las ceremonias de graduación se trasladaron de Ámsterdam a Eindhoven. En 2009 abandonó la Academia de Diseño para dedicarse a proyectos personales y fue reemplazada por Anne Mieke Eggenkamp como presidenta.  Entre 2013 y 2016 ocupó el cargo de presidente  Thomas Widdershoven, y  desde 2017 ocupa el cargo de CD Joseph Grima.
Ilse Crawford y Oscar Peña fueron directores de programas de licenciatura de 1999 a 2019. 
En 2023, la escuela anunció su plan de mudarse a un nuevo edificio (Microlab, en Strijp-S) para 2027. 

## Estructura
El programa de licenciatura se divide en ocho departamentos interdisciplinarios, que abarcan arte, arquitectura, diseño de moda, diseño gráfico y diseño industrial. Con una estructura flexible, los estudiantes tienen libertad de moverse entre los distintos departamentos, aunque todos se gradúan con el mismo título, Bachelor of Design (Graduado en Diseño).
La DAE también ofrece cinco programas de maestría distintos: MA Contextual Design, MA Social Design, MA Information Design, MA Geo-Design y MA Critical Inquiry Lab (anteriormente Design Curating and Writing).
En 2024, la Design Academy Eindhoven ocupó el 9.º puesto en el área temática de arte y diseño en el QS World University Rankings publicado por Quacquarelli Symonds. 

## Eventos
Cada año, en otoño, se celebra en Eindhoven la Semana del Diseño Holandés (Dutch Design Week) con una serie de eventos relacionados con el diseño. Entre ellas se incluyen la exposición de graduación (que presenta los trabajos de los graduados de ese año) y los Premios de Diseño Neerlandeses .

## Personalidades asociadas

### Profesorado
- Gijs Bakker
- Jan Boelen
- Kees Bol
- Ilse Crawford
- Jan Gregoor
- Catelijne van Middelkoop
- Marina Otero
- Satyendra Pakhale
- Louise Schouwenberg
- Saskia van Stein
- Pieter Stockmans
- Los gemelos de piedra
- Alicia Twemlow

### Alumnado
- Maarten Baas, diseñador
- Dror Benshetrit, diseñador
- Helen Berman, pintora
- Joel Blanco, diseñador
- Matthieu Muller, diseñador industrial
- Tord Boontje, diseñador
- Susan Christianen, diseñadora
- Els Coppens-van de Rijt, pintor
- Camiel Fortgens, diseñadora de moda
- Dave Hakkens, diseñador industrial
- Massoud Hassani, diseñador
- Piet Hein Eek, diseñador [5]
- Richard Hutten, diseñador
- Hella Jongerius, diseñadora
- Sabine Marcelis, artista y diseñadora
- Eugène Peters, artista
- Willy Schmidhamer, artista
- Frans Schrofer, diseñador de muebles
- Job Smeets, artista y diseñador
- Wieki Somers, diseñadora
- Seungbin Yang, diseñador
- Umi Dachlan, pintora
- Ton van de Ven, director creativo
- Marcel Wanders, diseñador
- Moon Seop Seo, diseñador
- Isak Berglund, diseñador
- Tom Gottelier, diseñador